# Melissa (Philosophin)
Melissa (bl. 3. Jahrhundert v. Chr.) war eine griechische Pythagoreerin.
Über ihr Leben ist wenig bekannt. Überliefert ist ein Brief Melissas an eine Frau namens Klarete, der im dorischen Dialekt verfasst ist. Aufgrund der Sprachanalyse wird der Brief auf das dritte Jahrhundert v. Chr. datiert. Allerdings könnte der Brief in Folge verschiedener Abschriften verfälscht worden sein, was eine Datierung erschwert. Andere Quellen beschreiben Melissa als Zeitgenossin Theanos, Myias und Damos. Demnach wäre Melissa eine frühe Pythagoreerin, die um 500 v. Chr. lebte. Dagegen spricht, dass Melissa weder in Iamblichos von Chalkis’ Auflistung berühmter Pythagoreerinnen noch in der Pythagoras-Biografie des Porphyrios erwähnt wird.
Inhaltlich geht es in dem Schriftstück um das Verhalten und die Kleidung einer Frau im Stil der pythagoreischen Lebensweise. Bescheidenheit und natürliche Schönheit werden in Kontrast zu Reichtum und äußerer Gestalt gestellt. Thema und Form ähneln Texten anderer Pythagoreerinnen wie Phintys, Periktione und Theano. Weil der Brief auch davon spricht, dass Frauen den Wünschen ihrer Ehemänner folgen sollten, besteht der Zweifel, ob es sich bei "Melissa" um das Pseudonym eines männlichen Autors handelt.
Womöglich stammte Melissa von der Insel Samos. Der französische Philologe Gilles Ménage vermutete daher eine Verwandtschaft zu Melissos von Samos. Abgesehen von der Herkunft und des Namens gibt es allerdings keine weiteren Gemeinsamkeiten, die auf eine Verwandtschaft hinweisen.